# Communauté de communes de l'Orthus
La Communauté de communes de l'Orthus était une communauté de communes française, située dans le département de l'Hérault en France.
Au 1er janvier 2010, elle a fusionné avec la Communauté de communes du Pic Saint-Loup et la Communauté de communes Séranne Pic Saint-Loup pour créer la Communauté de communes du Grand Pic Saint-Loup (arrêté préfectoral du 7 décembre 2009).

## Composition
Elle regroupait 6 communes :
- Claret (1089 hab.)
- Ferrières-les-Verreries (38 hab.)
- Lauret (426 hab.)
- Sauteyrargues (300 hab.)
- Vacquières (293 hab.)
- Valflaunès (655 hab.)

## Compétences
- Aménagement de l’espace
- Développement économique
- Compétences optionnelles :
  - Protection et mise en valeur de l’environnement
  - Construction entretien et fonctionnement d'équipements culturels et sportifs et d'équipement de l'enseignement pré-élémentaire et élémentaire
- Compétences facultatives :
  - Exploitation et gestion de la Maison de Retraite Intercommunale